# EADS Tracker
Tracker ist eine Drohne, deren Zweck die Echtzeit-Aufklärung in einem Umkreis von 10 km ist. Sie wird von der Firma EADS in Zusammenarbeit mit der Firma SURVEYCOPTER entwickelt. Sie gehört wie die Aladin der Firma EMT zu den Mini-UAVs (Unmanned Aerial Vehicles).
Erstmals wurde das Luftfahrzeug auf der Luftfahrtmesse Paris-Le Bourget 2005 vorgestellt.
Ein Tracker-System besteht aus folgenden Komponenten:
- zwei Luftfahrzeuge
- optische und Infrarotkamera
- Bodenkontrollstation für die Missionsvorbereitung und Steuerung der Kameras

Dieses System ist hochmobil und kann in einem Rucksack untergebracht werden. Zwei Personen sind für die Bedienung und den Transport des Tracker-Systems notwendig. Das Flugzeug kann aufgrund seines geringen Gewichtes mit der Hand gestartet werden.

## Bestellungen
Frankreich
Die französischen Rüstungsbeschaffungsbehörde DGA hat für das Programm DRAC (Drone de Reconnaissance Au Contact) 160 Trackersysteme im Januar 2005 bestellt. Dieser Auftrag hat einen Wert von 30 Mio. Euro.
 Österreich
Tracker ist das erste unbemannte Fluggerätesystem der österreichischen Streitkräfte. Die Kosten für sechs Systeme (mit je drei Fluggeräten) sollen 3 Mio. Euro betragen. Lieferung noch ab 2013.

## Technische Daten
- Typ: Drohne
- Abmessungen
  - Spannweite: 3,6 m
  - Länge: 1,5 m
  - Höhe:  m
- Massen und Zuladung
  - Startgewicht: 8 kg
- Antrieb
  - Anzahl, Typ: 2× Elektromotor
  - Leistung:
- Flugleistungen
  - Fluggeschwindigkeit: 52 km/h
  - Flughöhe: 2.000 m
  - Datenreichweite: 10 km
  - Einsatzdauer: 90 min